# Al-Hasma
Al-Hasma és un jaciment arqueològic de la regió d'Abyan, al Iemen, prop del port de Shukra o Shuqra, a la part oriental de la ciutat. Fou descobert per habitants locals el 1999 quan van trobar als camps ceràmiques intactes de color groc. Va ser excavada per iemenites del 2000 al 2006 i s'hi va descobrir una important necròpolis amb diverses tombes, ceràmiques, i diversos elements funeraris. La necròpolis estava a la vora de la mar; l'arquitectura presenta caràcter propi diferent d'altres necròpolis en altres llocs. La major part de les tombes són col·lectives i va ser usada entre el segle i i el IV. Segurament es tractava d'un port pesquer.